# ITS Cup 2011
L'ITS Cup 2011 è stato un torneo professionistico di tennis femminile giocato sulla terra rossa. È stata la 3ª edizione del torneo, che fa parte dell'ITF Women's Circuit nell'ambito dell'ITF Women's Circuit 2011. Si è giocato a Olomouc in Repubblica Ceca dal 25 al 31 luglio 2011.

## Partecipanti

### Teste di serie
| Nazionalità | Giocatrice          | Ranking* | Testa di serie |
| ----------- | ------------------- | -------- | -------------- |
| Rep. Ceca   | Sandra Záhlavová    | 114      | 1              |
| Austria     | Yvonne Meusburger   | 119      | 2              |
| Rep. Ceca   | Eva Birnerová       | 125      | 3              |
| Rep. Ceca   | Renata Voráčová     | 130      | 4              |
| Svizzera    | Stefanie Vögele     | 139      | 5              |
| Romania     | Elena Bogdan        | 151      | 6              |
| Romania     | Alexandra Cadanțu   | 152      | 7              |
| Russia      | Julija Bejhel'zymer | 154      | 8              |

- Ranking al 18 luglio 2011.

### Altre partecipanti
Giocatrici che hanno ricevuto una wild card:
- Jara Ghadri
- Khristina Kazimova
- Nastja Kolar
- Martina Kubičíková

Giocatrici che sono passate dalle qualificazioni:
- Dijana Banoveć
- Audrey Bergot
- Nastassja Burnett
- Nina Zander

## Campionesse

### Singolare
Nastassja Burnett ha battuto in finale  Eva Birnerová con il punteggio di 6–1, 6–3

### Doppio
Michaëlla Krajicek /  Renata Voráčová hanno battuto in finale  Julija Bejhel'zymer /  Elena Bogdan con il punteggio di 7–5, 6–4